# Џордан Вилимовски
Џордан Вилимовски (енгл. Jordan Wilimovsky; Малибу, 22. април 1994) амерички је пливач чија специјалност су маратонске трке на отвореним водата, те трке слободним стилом на дужим деоницама у базенима. 

## Спортска каријера
Вилимовски је пливање почео да тренира као деветогодшњи дечак, а са озбиљнијим такмичењима је започео у средњој школи. Након завршене средње школе наставио је са пливачком каријером током студија на Универзитету Нортвестерн у Еванстону где је пливао за универзитетску пливачку екипу. 
Прво значајније такмичење међународног карактера на коме је наступио, било је светско јуниорско првенство на отвореним водама у Веланду (Онтарио), где је освојио и прву медаљу у каријери, сребро у трци на 7,5 км у категорији дечака старости 17 и 18 година. Две године касније по први пут је наступио на неком од великих међународних такмичења у сениорској конкуренцији, било је то Панпацифичко првенство у Гоулд Коусту, такмичење на коме је заузео високо седмо место у финалу трке на 1500 метара слободним стилом. 
Успешан деби на светским првенствима је имао у Казању 2015, где се такмичио у две маратонске трке на отвореним водама. Прво је у трци на 10 километара неочекивано освојио златну медаљу и титулу светског првака, а потом заузима пето место у мешовитој екипној трци. Захваљујући освојеној златној медаљи, Вилимовски је успео уједно да се квалификује и за наступ на Олимпијским играма које су се годину дана касније одржале у Рију, поставши тако првим званично квалификованим америчким пливачем за наступ на тим Играма.
На својим првим Олимпијским играма у каријери, у Рију 2016, Вилимовски се такмичио и у базену и на отвореним водама, поставши тако првим америчким пливачем у историји коме је то пошло за руком на једним Олимпијским играма. Прво је у трци на 1500 метара у базену успео да се квалификује у финале у ком је заузео високо четврто место, са заостатком од 4,17 секунди иза трећепласираног Италијана Габријелеа Детија,  а потом у трци на 10 километара на отвореним водама заузима шесто место. 
На светском првенству у Будимпешти 2017. није успео да одбрани титулу светског првака у трци на 10 километара, освојену две године раније, пошто је бржи од њега био Холанђанин Фери Вертман. 
Трећи узастопни наступ на светским првенствима је имао у корејском Квангџуу 2019, где је учествовао у укупно 4 трке. Такмичење у Кореји је започео тркама на отвореним водама, освојивши бронзану медаљу у екипној мешовитој трци, односно пето место у трци на 10 километара. У квалификацијама трке на 800 слободно заузео је16, односно на 1500 слободно 11. место. Ни у једној од две трке нијеуспео да се пласира у финале.